# Ватиканские сады
Ватиканские сады (итал. Giardini Vaticani) — парковая зона, охватывающая 23 из 44 гектаров площади государства Ватикан. Расположены в западной части Ватикана.

## География
Ватиканские сады, занимающие общую площадь более чем в 20 гектаров, покрывают преимущественно Ватиканский холм, возвышающийся над окрестностями более чем на 60 метров. C севера, юга и запада Сады ограничены Ватиканской стеной. На территории Садов имеются несколько родниковых источников, в Средневековье при нужде снабжавшие водой Ватикан, а также питавших субтропическую, произрастающую здесь и поныне растительность.
Большая часть Садов разбита и ухожена человеком; обширные газоны расположены прежде всего на равнинных площадях перед Собором святого Петра и Ватиканскими музеями. Значительная часть их была создана по указанию пап ещё в эпохи Возрождения и барокко. Наиболее сохранившейся, «природной» частью Ватиканских садов является территория между Леонинской стеной и зданием, где находится администрация Ватикана. Она представляет собой плотные заросли различных деревьев: пиний, сосен, дубов, кипарисов, пальм и др., покрывающих эту холмистую местность. Через сады проложено множество дорог и тропинок. В западной части Ватиканских садов находится Ватиканский гелипорт (открыт в 1976 году), соединяющий Папское государство с римскими международными аэропортами Фьюмичино и Чампино.

## Фауна
На территории Ватиканских садов проживают многочисленные виды животных — несколько разновидностей летучих мышей, грызунов (хомяки, полевые и лесные мыши), белки, кролики, различные виды птиц (в том числе попугаи), а также ящериц и змей.

## История
Впервые сады на территории Ватиканских холмов упоминаются во времена папы Николая III. В конце XIII века здесь выращивались медицинские растения, а также овощи и фрукты. Во времена позднего Средневековья сады постепенно утрачивают своё хозяйственное значение. В 1485 году папа Иннокентий VIII начинает здесь строительство Бельведера (ныне — часть Ватиканских музеев). Страстным любителем паркового хозяйства был папа Пий IV. В 1559 году по его указанию в северной части садов разбивается декоративный парк в стиле эпохи Возрождения, в центре которого строится здание казины в маньеристском стиле. В 1578 году папа Григорий XIII возводит здесь Башню Ветров (Григорианскую башню), в которой разместил свою астрономическую обсерваторию. В 1607 году, благодаря дополнительному подводу воды от расположенного в 40 километрах озера Браччиано, мастера из Нидерландов создают в садах различные фонтаны, каскады и другие водные диковины.
Во второй половине XVII столетия территория Садов всё более используется для ботанических целей. Так, папа Климент XI высаживает здесь редкие виды субтропических растений. Начиная с 1850 года значительная часть Садов была организована по образцу английского паркового искусства. В 1888 году папой Львом XIII здесь был открыт Ватиканский зоопарк.

## Постройки (избранное)
На территории Ватиканских садов находятся, кроме прочих, следующие здания:
- Леонинская стена
- башня Иоанна
- Эфиопский колледж
- Губернаторский дворец
- церковь Санто-Стефано-дельи-Абиссини
- дирекция Радио Ватикана
- Ватиканский вокзал
- Ватиканская судебная палата
- Казина
- Папская академия наук
- Палаццо Сан-Карло
- Башня Ветров
- Башня Галлинаро
- Дом архипастырей

Посещение части Ватиканских садов допускается лишь в сопровождении экскурсовода и по предварительной договорённости.